# Mistrzostwa Czterech Kontynentów w Łyżwiarstwie Figurowym 2002
Mistrzostwa czterech kontynentów w łyżwiarstwie figurowym 2002 – 4. edycja zawodów rangi mistrzowskiej dla łyżwiarzy figurowych z Azji, Afryki, Ameryki oraz Australii i Oceanii. Mistrzostwa odbywały się od 21 do 27 stycznia 2002 w hali Hwasan Indoor Ice Rink w południowkoreańskim Jeonju.
Mistrzami w konkurencjach solowych zostali Kanadyjczyk Jeffrey Buttle i Amerykanka Jennifer Kirk. Wśród par sportowych triumfowali Chińczycy Pang Qing i Tong Jian. Natomiast w konkurencji par tanecznych złoto wywalczyli Amerykanie Naomi Lang i Peter Tchernyshev.

## Program zawodów
- 21–23 stycznia – oficjalne treningi
- 24 stycznia – uroczyste otwarcie zawodów, taniec obowiązkowy, program krótki par sportowych, program krótki solistów
- 25 stycznia – taniec oryginalny, program dowolny par sportowych, program krótki solistek
- 26 stycznia – taniec dowolny, program dowolny solistów
- 27 stycznia – program dowolny solistek, pokazy mistrzów, bankiet

## Klasyfikacja medalowa
| L.p. | Reprezentacja     | Złoto | Srebro | Brąz | Razem |
| ---- | ----------------- | ----- | ------ | ---- | ----- |
| 1    | Stany Zjednoczone | 2     | 1      | 0    | 3     |
| 2    | Kanada            | 1     | 1      | 1    | 3     |
| 3    | Chiny             | 1     | 0      | 2    | 3     |
| 4    | Japonia           | 0     | 2      | 1    | 3     |

## Wyniki

### Soliści
| Poz. | Zawodnik           | Reprezentacja     | Punkty | SP  | FS  |
| ---- | ------------------ | ----------------- | ------ | --- | --- |
| 1    | Jeffrey Buttle     | Kanada            | 3,0    | 2   | 2   |
| 2    | Takeshi Honda      | Japonia           | 3,5    | 5   | 1   |
| 3    | Gao Song           | Chiny             | 5,0    | 4   | 3   |
| 4    | Johnny Weir        | Stany Zjednoczone | 5,5    | 3   | 4   |
| 5    | Matthew Savoie     | Stany Zjednoczone | 5,5    | 1   | 5   |
| 6    | Ma Xiaodong        | Chiny             | 10,0   | 8   | 6   |
| 7    | Roman Skorniakov   | Uzbekistan        | 11,0   | 6   | 8   |
| 8    | Makoto Okazaki     | Japonia           | 12,0   | 10  | 7   |
| 9    | Yamato Tamura      | Japonia           | 12,5   | 7   | 9   |
| 10   | Derrick Delmore    | Stany Zjednoczone | 14,5   | 9   | 10  |
| 11   | Jayson Dénommée    | Kanada            | 16,5   | 11  | 11  |
| 12   | Guo Zhengxin       | Chiny             | 19,0   | 14  | 12  |
| 13   | Vladimir Belomoin  | Uzbekistan        | 19,0   | 12  | 13  |
| 14   | Bradley Santer     | Australia         | 20,5   | 13  | 14  |
| 15   | Dino Quattrocecere | Południowa Afryka | 23,5   | 17  | 15  |
| 16   | Daniel Harries     | Australia         | 24,0   | 16  | 16  |
| 17   | Stuart Beckingham  | Australia         | 26,0   | 18  | 17  |
| 18   | Mauricio Medellin  | Meksyk            | 26,5   | 15  | 19  |
| 19   | Gareth Echardt     | Południowa Afryka | 27,5   | 19  | 18  |
| 20   | Manuel Segura      | Meksyk            | 30,0   | 20  | 20  |
| 21   | Tristan Thode      | Nowa Zelandia     | 31,5   | 21  | 21  |
| 22   | Michael Gilpin     | Meksyk            | 33,0   | 22  | 22  |
| WD   | Emanuel Sandhu     | Kanada            | DNS    | DNS | DNS |

### Solistki
| Poz.                                 | Zawodniczka              | Reprezentacja     | Punkty | SP  | FS  |
| ------------------------------------ | ------------------------ | ----------------- | ------ | --- | --- |
| 1                                    | Jennifer Kirk            | Stany Zjednoczone | 2,5    | 3   | 1   |
| 2                                    | Shizuka Arakawa          | Japonia           | 3,0    | 2   | 2   |
| 3                                    | Yoshie Onda              | Japonia           | 3,5    | 1   | 3   |
| 4                                    | Jennifer Robinson        | Kanada            | 6,5    | 5   | 4   |
| 5                                    | Ann Patrice McDonough    | Stany Zjednoczone | 7,0    | 4   | 5   |
| 6                                    | Annie Bellemare          | Kanada            | 9,0    | 6   | 6   |
| 7                                    | Fang Dan                 | Chiny             | 11,0   | 8   | 7   |
| 8                                    | Akiko Suzuki             | Japonia           | 14,0   | 12  | 8   |
| 9                                    | Joannie Rochette         | Kanada            | 14,0   | 10  | 9   |
| 10                                   | Tatiana Malinina         | Uzbekistan        | 14,5   | 7   | 11  |
| 11                                   | Andrea Gardiner          | Stany Zjednoczone | 15,5   | 11  | 10  |
| 12                                   | Miriam Manzano           | Australia         | 18,5   | 13  | 12  |
| 13                                   | Joanne Carter            | Australia         | 18,5   | 9   | 14  |
| 14                                   | Anastasiya Gimazetdinova | Uzbekistan        | 20,0   | 14  | 13  |
| 15                                   | Shirene Human            | Południowa Afryka | 24,0   | 18  | 15  |
| 16                                   | Jenna-Ann Buys           | Południowa Afryka | 24,5   | 15  | 17  |
| 17                                   | Park Bit-na              | Korea Południowa  | 25,5   | 19  | 16  |
| 18                                   | Wang Qingyun             | Chiny             | 26,0   | 16  | 18  |
| 19                                   | Gladys Orozco            | Meksyk            | 29,0   | 20  | 19  |
| 20                                   | Shin Yea-ji              | Korea Południowa  | 30,5   | 21  | 20  |
| 21                                   | Christine Lee            | Hongkong          | 31,5   | 17  | 23  |
| 22                                   | Rocio Salas              | Meksyk            | 32,5   | 23  | 21  |
| 23                                   | Diane Chen               | Chińskie Tajpej   | 33,0   | 22  | 22  |
| 24                                   | Sarah-Yvonne Prytula     | Australia         | 36,0   | 24  | 24  |
| Nie awansowały do programu dowolnego |                          |                   |        |     |     |
| 25                                   | Quinn Wilmans            | Południowa Afryka | NQ     | 25  | NQ  |
| 26                                   | Helena Garcia            | Meksyk            | NQ     | 26  | NQ  |
| 27                                   | Imelda-Rose Hegerty      | Nowa Zelandia     | NQ     | 27  | NQ  |
| 28                                   | Anny Hou                 | Chińskie Tajpej   | NQ     | 28  | NQ  |
| WD                                   | Choi Young-eun           | Korea Południowa  | DNS    | DNS | DNS |

### Pary sportowe
| Poz. | Zawodnicy                            | Reprezentacja     | Punkty | SP | FS |
| ---- | ------------------------------------ | ----------------- | ------ | -- | -- |
| 1    | Pang Qing / Tong Jian                | Chiny             | 1,5    | 1  | 1  |
| 2    | Anabelle Langlois / Patrice Archetto | Kanada            | 3,0    | 2  | 2  |
| 3    | Zhang Dan / Zhang Hao                | Chiny             | 5,0    | 4  | 3  |
| 4    | Valérie Marcoux / Bruno Marcotte     | Kanada            | 6,5    | 5  | 4  |
| 5    | Stephanie Kalesavich / Aaron Parchem | Stany Zjednoczone | 6,5    | 3  | 5  |
| 6    | Jacinthe Larivière / Lenny Faustino  | Kanada            | 9,5    | 7  | 6  |
| 7    | Rena Inoue / John Baldwin            | Stany Zjednoczone | 10,0   | 6  | 7  |
| 8    | Ding Yang / Ren Zongfei              | Chiny             | 12,0   | 8  | 8  |
| 9    | Yūko Kawaguchi / Aleksandr Markuncow | Japonia           | 14,0   | 10 | 9  |
| 10   | Kathryn Orscher / Garrett Lucash     | Stany Zjednoczone | 14,5   | 9  | 10 |

### Pary taneczne
| Poz. | Zawodnicy                          | Reprezentacja     | Punkty | CD1 | CD2 | OD | FD |
| ---- | ---------------------------------- | ----------------- | ------ | --- | --- | -- | -- |
| 1    | Naomi Lang / Peter Tchernyshev     | Stany Zjednoczone | 2,0    | 1   | 1   | 1  | 1  |
| 2    | Tanith Belbin / Benjamin Agosto    | Stany Zjednoczone | 4,0    | 2   | 2   | 2  | 2  |
| 3    | Megan Wing / Aaron Lowe            | Kanada            | 6,0    | 3   | 3   | 3  | 3  |
| 4    | Beata Handra / Charles Sinek       | Stany Zjednoczone | 8,0    | 4   | 4   | 4  | 4  |
| 5    | Josée Piché / Pascal Denis         | Kanada            | 10,0   | 5   | 5   | 5  | 5  |
| 6    | Zhang Weina / Cao Xianming         | Chiny             | 12,0   | 6   | 6   | 6  | 6  |
| 7    | Yang Tae-hwa / Lee Chuen-gun       | Korea Południowa  | 14,0   | 7   | 7   | 7  | 7  |
| 8    | Rie Arikawa / Kenji Miyamoto       | Japonia           | 16,2   | 8   | 9   | 8  | 8  |
| 9    | Nozomi Watanabe / Akiyuki Kido     | Japonia           | 17,8   | 9   | 8   | 9  | 9  |
| 10   | Qi Jia / Sun Xu                    | Chiny             | 20,4   | 11  | 11  | 10 | 10 |
| 11   | Fan Ru / Suo Bin                   | Chiny             | 21,6   | 10  | 10  | 11 | 11 |
| 12   | Julia Klochko / Ramil Sarkulov     | Uzbekistan        | 24,2   | 13  | 12  | 12 | 12 |
| 13   | Natalie Buck / Trent Nelson-Bond   | Australia         | 25,8   | 12  | 13  | 13 | 13 |
| 14   | Aimee Hartog / Daniel Price        | Australia         | 28,2   | 14  | 15  | 14 | 14 |
| 15   | Kirstie Kettleton / Trevor Sieders | Australia         | 29,8   | 15  | 14  | 15 | 15 |